# Dicranomyia (Dicranomyia) confusa
Dicranomyia (Dicranomyia) confusa is een tweevleugelige uit de familie steltmuggen (Limoniidae). De soort komt voor in het Afrotropisch gebied.